# Grodzisko (Borzestowo)
Grodzisko (dodatkowa nazwa w j. kaszub. Grodzëskò) – część wsi Borzestowo w Polsce, położona w województwie pomorskim, w powiecie kartuskim, w gminie Chmielno,  na Pojezierzu Kaszubskim, na obszarze Kaszubskiego Parku Krajobrazowego. Wchodzi w skład sołectwa Borzestowo.
W latach 1975–1998 Grodziskp administracyjnie należało do województwa gdańskiego.